# Скайлайн (Алабама)
Скайлайн (англ. Skyline) — місто (англ. town) в США, в окрузі Джексон штату Алабама. Населення — 834 особи (2020).

## Географія
Скайлайн розташований за координатами 34°47′55″ пн. ш. 86°7′21″ зх. д. / 34.79861° пн. ш. 86.12250° зх. д. (34.798524, -86.122430). За даними Бюро перепису населення США в 2010 році місто мало площу 10,36 км², з яких 10,33 км² — суходіл та 0,03 км² — водойми.

## Демографія
Згідно з переписом 2010 року, у місті мешкала 851 особа в 332 домогосподарствах у складі 253 родин. Густота населення становила 82 особи/км². Було 384 помешкання (37/км²).
Расовий склад населення:
| - 95,3 % — білих - 2,1 % — корінних американців - 1,2 % — осіб інших рас |

До двох чи більше рас належало 1,4 %. Частка іспаномовних становила 2,1 % від усіх жителів.
За віковим діапазоном населення розподілялося таким чином: 22,1 % — особи молодші 18 років, 60,7 % — особи у віці 18—64 років, 17,2 % — особи у віці 65 років та старші. Медіана віку мешканця становила 42,2 року. На 100 осіб жіночої статі у місті припадало 104,1 чоловіків; на 100 жінок у віці від 18 років та старших — 105,3 чоловіків також старших 18 років.
Середній дохід на одне домашнє господарство становив 44 976 доларів США (медіана — 38 810), а середній дохід на одну сім'ю — 51 476 доларів (медіана — 45 707). Медіана доходів становила 41 094 долари для чоловіків та 26 563 долари для жінок. За межею бідності перебувало 19,4 % осіб, у тому числі 27,5 % дітей у віці до 18 років та 8,2 % осіб у віці 65 років та старших.
Цивільне працевлаштоване населення становило 431 осіб. Основні галузі зайнятості: виробництво — 23,9 %, освіта, охорона здоров'я та соціальна допомога — 22,5 %, науковці, спеціалісти, менеджери — 12,3 %, роздрібна торгівля — 10,7 %.